# Se veramente Dio esisti
Se veramente Dio esisti è un singolo di Fiorella Mannoia, che anticipa l'uscita dell'album dal vivo Il tempo e l'armonia; è stato pubblicato il 27 agosto 2010 da Oyà/Sony Music.

## Descrizione
Il singolo, disponibile dal 27 agosto 2010, è stato scritto dagli Avion Travel, gruppo che in passato aveva già collaborato con l'artista romana. Il brano esprime, quasi fosse una preghiera, lo smarrimento storico in cui ci troviamo.
In realtà il brano era stato presentato dal gruppo al Festival di Sanremo 2009, da cui furono esclusi. Il brano fu scartato dal festival in quanto Peppe Servillo e Fausto Mesolella avevano strutturato il testo del brano come un dialogo con Dio dai toni anche sfrontati e confidenziali. Il brano viene riproposto da Fiorella Mannoia con un nuovo arrangiamento.

## Tracce
Testi di Peppe Servillo, musiche di Fausto Mesolella.
1. Se veramente Dio esisti – 3:54